# 冪等分析
在數學分析的領域中，冪等分析是對冪等半環的研究，包含熱帶半環等。
可以認為在這種半環中，冪等律{\displaystyle A\oplus A=A}代替了缺失的加法逆元。